# 全国高等学校野球選手権熊本大会
全国高等学校野球選手権熊本大会（ぜんこくこうとうがっこうやきゅうせんしゅけん くまもとたいかい）は、熊本県で開催されている全国高等学校野球選手権大会（夏の甲子園）の地方大会。

## 概要
熊本県勢は1920年（第6回大会）から参加、1924年（第10回大会）は不参加。1920年（第6回大会）から1923年（第9回大会）までは九州大会、1925年（第11回大会）から1947年（第29回大会）までは南九州大会（第27回大会は地方大会も中止）、1948年（第30回大会）から1958年（第40回大会）までは西九州大会（第40回大会は記念大会）、1959年（第41回大会）から1975年（第57回大会）までは中九州大会（第45回大会・第50回大会・第55回大会は記念大会）に編成されていた。1976年（第58回大会）から単独代表となった。

## 使用球場
- 藤崎台県営野球場（リブワーク藤崎台球場）（主会場）
- 県営八代運動公園野球場で行われている。予備会場として山鹿市民球場を使用する場合がある。
  - なお2016年度・第98回の大会は、4月14日・16日の2度にわたり震度7を観測する熊本地震の影響で、藤崎台球場の被災が激しいことから、復旧が間に合わない場合は、当初近隣県外の会場を調達して施行する計画[1]も予定されていたが、できる限り熊本県内での開催で調整することを前提に、八代、山鹿の2会場が検討された[2]。その後6月24日に藤崎台県営野球場のブログで7月10日に再開することが発表された[3]。

## 大会結果
| 年度（大会）          | 校数 | 優勝校         | 決勝スコア | 準優勝校 | 備考     |
| --------------------- | ---- | -------------- | ---------- | -------- | -------- |
| 1958年（第40回大会）  | 28   | 済々黌         | 3 - 0      | 九州学院 |          |
| 1963年（第45回大会）  | 32   | 九州学院       | 3x - 2     | 鎮西     |          |
| 1968年（第50回大会）  | 34   | 鎮西           | 3 - 1      | 九州学院 |          |
| 1973年（第55回大会）  | 40   | 八代東         | 6 - 4      | 宇土     |          |
| 1976年（第58回大会）  | 49   | 熊本工         | 1 - 0      | 鎮西     |          |
| 1977年（第59回大会）  | 49   | 熊本工         | 3 - 1      | 済々黌   |          |
| 1978年（第60回大会）  | 49   | 熊本工大       | 4 - 2      | 鎮西     |          |
| 1979年（第61回大会）  | 49   | 済々黌         | 1 - 0      | 熊本工大 |          |
| 1980年（第62回大会）  | 52   | 熊本工         | 6 - 4      | 八代     |          |
| 1981年（第63回大会）  | 53   | 鎮西           | 7 - 1      | 済々黌   |          |
| 1982年（第64回大会）  | 54   | 熊本工         | 8 - 4      | 東海大二 |          |
| 1983年（第65回大会）  | 55   | 東海大二       | 2 - 1      | 熊本工   |          |
| 1984年（第66回大会）  | 55   | 鎮西           | 4 - 2      | 熊本工   |          |
| 1985年（第67回大会）  | 57   | 熊本西         | 3 - 2      | 九州学院 |          |
| 1986年（第68回大会）  | 56   | 熊本工         | 1 - 0      | 八代第一 |          |
| 1987年（第69回大会）  | 57   | 九州学院       | 11 - 7     | 八代工   |          |
| 1988年（第70回大会）  | 58   | 熊本工         | 4 - 1      | 鎮西     |          |
| 1989年（第71回大会）  | 59   | 熊本工         | 3 - 2      | 東海大二 |          |
| 1990年（第72回大会）  | 59   | 済々黌         | 4 - 3      | 熊本工   |          |
| 1991年（第73回大会）  | 59   | 熊本工         | 2 - 0      | 大津     |          |
| 1992年（第74回大会）  | 59   | 熊本工         | 4 - 1      | 城北     |          |
| 1993年（第75回大会）  | 59   | 城北           | 3 - 1      | 鎮西     |          |
| 1994年（第76回大会）  | 61   | 済々黌         | 3 - 0      | 熊本市商 |          |
| 1995年（第77回大会）  | 61   | 城北           | 5 - 3      | 九州学院 |          |
| 1996年（第78回大会）  | 61   | 熊本工         | 15 - 11    | 東海大二 |          |
| 1997年（第79回大会）  | 62   | 文徳           | 18 - 4     | 八代第一 |          |
| 1998年（第80回大会）  | 62   | 九州学院       | 16 - 1     | 熊本工   |          |
| 1999年（第81回大会）  | 64   | 九州学院       | 3x - 2     | 東海大二 |          |
| 2000年（第82回大会）  | 64   | 九州学院       | 4 - 1      | 八代第一 |          |
| 2001年（第83回大会）  | 65   | 秀岳館         | 6 - 5      | 熊本工   | 延長14回 |
| 2002年（第84回大会）  | 66   | 熊本工         | 9 - 5      | 九州学院 |          |
| 2003年（第85回大会）  | 66   | 必由館         | 5 - 1      | 文徳     |          |
| 2004年（第86回大会）  | 67   | 熊本工         | 9 - 1      | 秀岳館   |          |
| 2005年（第87回大会）  | 67   | 熊本工         | 6 - 5      | 文徳     |          |
| 2006年（第88回大会）  | 68   | 熊本工         | 15 - 5     | 専大玉名 |          |
| 2007年（第89回大会）  | 68   | 八代東         | 8 - 6      | 九州学院 |          |
| 2008年（第90回大会）  | 67   | 城北           | 11 - 4     | 専大玉名 |          |
| 2009年（第91回大会）  | 67   | 熊本工         | 7 - 6      | 九州学院 |          |
| 2010年（第92回大会）  | 67   | 九州学院       | 7 - 3      | 八代東   |          |
| 2011年（第93回大会）  | 66   | 専大玉名       | 1 - 0      | 熊本工   |          |
| 2012年（第94回大会）  | 67   | 済々黌         | 7 - 3      | 必由館   |          |
| 2013年（第95回大会）  | 66   | 熊本工         | 5 - 4      | 文徳     | 延長10回 |
| 2014年（第96回大会）  | 65   | 城北           | 2 - 1      | 文徳     |          |
| 2015年（第97回大会）  | 64   | 九州学院       | 6 - 2      | 文徳     |          |
| 2016年（第98回大会）  | 63   | 秀岳館         | 13 - 2     | 九州学院 |          |
| 2017年（第99回大会）  | 63   | 秀岳館         | 3 - 1      | 九州学院 |          |
| 2018年（第100回大会） | 61   | 東海大熊本星翔 | 6 - 4      | 熊本工   |          |
| 2019年（第101回大会） | 58   | 熊本工         | 7 - 5      | 九州学院 |          |
| 2020年（第102回大会） | -    | （中止）       | （中止）   | （中止） | 独自大会 |
| 2021年（第103回大会） | 55   | 熊本工         | 15 - 2     | 熊本北   |          |
| 2022年（第104回大会） | 55   | 九州学院       | 6 - 0      | 秀岳館   |          |
| 2023年（第105回大会） | 55   | 東海大熊本星翔 | 5 - 0      | 九州学院 |          |
| 2024年（第106回大会） | 52   | 熊本工         | 6 - 2      | 熊本国府 |          |
| 2025年（第107回大会） | 52   | 東海大熊本星翔 | 4 - 2      | 有明     |          |

## 2020夏季熊本県高等学校野球大会
2020年に開催予定の第102回全国高等学校野球選手権大会が新型コロナウイルス感染症（COVID-19）の流行により、本大会と全ての地方大会が中止となった事に伴い、熊本県独自の代替大会として「2020夏季熊本県高等学校野球大会」を県内3地区に分け参加55チームで開催された。
| 地区     | 校数 | 優勝校 | 決勝スコア | 準優勝校 | 球場                 |
| -------- | ---- | ------ | ---------- | -------- | -------------------- |
| 熊本市内 | 21   | 文徳   | 9 - 1      | 熊本北   | リブワーク藤崎台球場 |
| 城北     | 13   | 有明   | 3 - 0      | 城北     | リブワーク藤崎台球場 |
| 城南     | 21   | 秀岳館 | 8 - 1      | 南稜     | リブワーク藤崎台球場 |

## 放送
- NHK熊本放送局（ラジオ、テレビ）
  - ラジオは準々決勝から（2014年までは4回戦から、2018年までは3回戦から、2019年は決勝）、テレビは準決勝・決勝を放送
  - 2021年は東京オリンピック中継と日程が重なり準決勝、決勝をラジオ（FM）で放送しテレビでは放送を行わなかった。
- 熊本朝日放送（テレビ）
  - 2021年は3回戦（ベスト16）から（2013年までと2016・2018年は1回戦から全日程を中継。2014年は開会式・開幕試合と2回戦の途中から中継）。「バーチャル高校野球」内でもテレビの中断時間も含め全球場全試合の配信を行う。同局のアナウンサー以外にも、 林正浩（元TBS）、小野塚康之（元NHK、2023年まで）、2022年は1回戦から全試合を実況付きで配信するため、県内他局のOBアナウンサーも起用する様になった[4]。
- 熊本放送（ラジオ）
  - 「高校野球ミニ速報」のタイトルで日中の時間帯に生放送される自社制作の各番組内で速報を随時放送（2016年までは全日程で試合会場から放送しており、実況中継も行っていた。2017年はスタジオでの放送が主で、試合会場からの放送は準々決勝からに縮小）、実況中継は2012年まで決勝のみ放送